# Karina Buttner
Karina Rebeca Buttner Naumann (Asunción, ...) è una modella paraguaiana, vincitrice del concorso Miss Universo Paraguay nel 2005.
In seguito, ha rappresentato il Paraguay a Miss Universo 2005 che si è svolto a Bangkok il 31 maggio dove però la Buttner non è riuscita ad entrare nella rosa delle quindici finaliste del concorso, alla fine vinto dalla canadese Natalie Glebova.
In precedenza Karina Buttner aveva rappresentato il Paraguay a Miss Mondo 2003, ma anche in questo caso non era andata oltre alla fase preliminare del concorso.